# Alexis Suárez Martín
Alexis Suárez Martín (Las Palmas de Gran Canaria, 6 de març de 1974) és un futbolista canari, que juga com a defensa central.

## Trajectòria
Format a les categories inferiors de la UD Las Palmas, Alexis passa al primer equip el 1991, per aquella època en Segona Divisió B. Les seues bones actuacions criden l'atenció de l'altre gran equip canari, el CD Tenerife, que l'hi incorpora el 1995. Eixe any, Alexis debuta a la primera divisió espanyola.
La seua primera campanya com a tinerfeny és reeixida i el seu club acaba cinquè, classificant-se per competicions europees. Alexis es convertiria en jugador destacat del Tenerife en la segona meitat dels 90, acompanyant a l'equip tant a Primera com a Segona Divisió, fins que deixa de comptar per als tècnics i el 2003, fitxa pel Llevant UE.
Amb els granota aconsegueix l'ascens a la màxima categoria en dues ocasions. Alexis seria titular en els quatre anys que romandria a València. El 2007 fitxa pel Reial Valladolid, però un any després deixa l'entitat castellana per qüestions econòmiques, tot i tindre contracte en vigor.